# フィルム・アーカイヴ
フィルム・アーカイヴ（英語: film archive）は、映画のフィルム、および映画に関わるフィルム以外の資料（スチル写真、ポスター、脚本、図書・雑誌、プレス資料、機材、小道具、衣裳など。総称して「ノンフィルム資料」ともいう）の蒐集と保存を行う機関である。映画博物館（film museum）と呼ばれる機関も多く、またフランス語圏ではシネマテーク（Cinémathèque）と呼ばれることが多い。

## 歴史
映画が発明されて間もない1898年、写真家ボレスラス・マトゥシェフスキが「歴史の新しい源」という本を書き、映画フィルムも歴史資料として保存する意義があるだろうと初めて述べた。だが、多くの人々が映画を保存価値のあるものと考え、それが実際に遂行されるには長い年月がかかった。西欧やアメリカを中心に映画保存の試みが始まり、そのための専門組織が生まれたのは1920年代から1930年代にかけてである。さらにアメリカ・イギリス・フランス・ドイツの四か国により国際フィルム・アーカイヴ連盟（FIAF）が誕生したのは第二次世界大戦直前の1938年だった。その中心人物が、ニューヨーク近代美術館映画部の創設者アイリス・バリーやシネマテーク・フランセーズ創立者のアンリ・ラングロワである。だがそういった運動が起こる前に、当時のフィルムが可燃性であったことや、そのための火災を恐れた製作者・映画会社が上映後のフィルムを人為的に廃棄したこと、そしてそもそも映画を文化財と見なす意識が社会に欠けていたことによって、各国で無数の映画遺産が失われた。しかし第二次世界大戦後は各国で映画保存の気運が高まり、FIAFの加盟アーカイブは急速に増加した。
もともと映画フィルムは、硝酸セルロース系の材質からなる可燃性の製品（ナイトレート・フィルム）であり、引火時の強い燃焼性だけでなく自然発火の危険性もあった。その危険を克服するため、酢酸セルロース系材質による不燃性製品（アセテート・フィルム）も1910年代から開発が試みられ、家庭向けフィルムには早々と実用化されたが、劇場用の一般映画にそれが使われたのは1950年代のことだった。それ以降、各国の映画会社やフィルム・アーカイブは、可燃性フィルムを不燃性フィルムに転写して、作業を終えた可燃性フィルムを廃棄するという仕事に専念した。だが、フィルムとしての性能は優れているナイトレートの価値がその後再評価され、厳重な火災予防措置のもとでナイトレートのオリジナル素材も引き続き保存することが望ましいと現在では考えられている。またアセテート・フィルムにも加水分解による劣化という大きな問題があり、決して万能な素材ではないことが後に判明している。この劣化は、酢酸を発散するため「ヴィネガー・シンドローム」と呼ばれる。
また、1950年代に開発されたイーストマンカラー以降のネガ・ポジ式カラー・フィルムは、気温や湿度の高い場所に置くと急速に色褪せするという問題が起きており、1970年代にはマーティン・スコセッシ監督など作り手の側もこの問題の重要性を強く訴えた。スコセッシは、世界の映画界でもっとも映画保存の重要性を強く訴えている監督のひとりである。
今日では、多くの国が自国や他国の映画遺産を保存するためのフィルム・アーカイヴを設けている。文化財保存という事業は採算性が低いため、国立・公立の組織が多いが、メジャー映画会社や主要なテレビ放送局が独自のアーカイヴを持つこともある。また、FIAFも重要な役割を果たしており、年に一度の会議を行って各国の関係者が映画の保存やアーカイビングに関わる問題を議論している。日本でも、2007年に東京国立近代美術館フィルムセンター（現在の国立映画アーカイブ）をホストとして初の東京会議が行われた。また2009年には初めて日本人のFIAF会長が誕生した。
デジタル技術の進展にともない、デジタル素材による最終保存の可能性が取りざたされているが、現在もデジタル媒体がフィルムの解像度に追いついていないこと、またデジタル技術の速すぎる進歩のため、デジタル・フォーマットの世代交代の度に全映像をコンバートするのは時間面でも費用面でも非現実的なことから、まずオリジナル素材であるフィルムを確実に保存した上で、各時代のデジタル素材に複製して活用するべきというのが各国のフィルム・アーカイブ共通の結論である。

## 運営
映画フィルムも他の文献資料と同じく、公開に比重を置きすぎると損傷の危険を高め、一方で保存に力を入れすぎると有効活用が難しくなる。従ってフィルム・アーカイブは、保存の必要性とアクセスの容易さとのバランスを取ることに務めなければならない。保存・カタログ化・資料の収集と調査・上映企画の運営など、フィルム・アーカイブのなすべき仕事は多種にわたる。大規模なフィルム・アーカイブでは、都市の中心部に上映施設や展示施設を、郊外にフィルム保存庫を所有していることが多い。
また、フィルム・アーカイブの重要な仕事の一つに映画復元が挙げられる。複数のフィルム断片を組み合わせて公開当時の版に近づける作品水準の復元と、画質・音質をオリジナルに近づける技術的な復元がある。後者については、近年はデジタル技術の援用がよく行われている。
ノンフィルム資料については、各国の取り組みはまちまちである。関連資料をほとんど所蔵しない機関もあれば、イタリアのトリノ映画博物館のようにノンフィルム資料が中心になっている機関もある。資料の公開方法としては、展示室の設置、図書室の運営が主であるが、保存と公開のバランスを考えなければならないのは上記と同じである。

## 日本のフィルム・アーカイブ
日本では国立映画アーカイブと福岡市総合図書館がFIAFに加盟している。上記も含め、日本には以下のようなフィルム・アーカイヴが存在する。
- 国立映画アーカイブ（旧・東京国立近代美術館フィルムセンター） - 唯一の国立機関。
- 福岡市総合図書館
- 京都府京都文化博物館
- 川崎市市民ミュージアム
- 広島市映像文化ライブラリー
- プラネット映画資料図書館 - 大阪。個人収集によるアーカイブ。約5,000本のフィルムと多数の関連資料を所有。2007年から神戸映画資料館でフィルムを公開。